# Jesús Gerardo Hernández Castellar
Jesús Gerardo Hernández Castellar (Maturín, Venezuela; 5 de octubre de 2001) es un futbolista venezolano, juega como lateral derecho y mediocampista y su equipo actual es el Monagas Sport Club de la Primera División de Venezuela. 

## Trayectoria
Juega para el Monagas Sport Club desde el año 2018 cuando firmó su primer contrato como futbolista profesional para el Torneo Apertura 2018 (Venezuela). Hizo su debut en el fútbol profesional de la  Primera División de Venezuela durante la jornada 16 del Torneo Clausura 2018 enfrentando al Metropolitanos FC, donde disputó los 90 minutos.

## Estadísticas

### Clubes
Actualizado al último partido jugado el 1 de septiembre de 2019.
| Club                   | Div.          | Temporada     | Liga  | Liga  | Liga   | Copas nacionales(1) | Copas nacionales(1) | Copas nacionales(1) | Copas internacionales(2) | Copas internacionales(2) | Copas internacionales(2) | Total | Total | Total  | Media goleadora(3) |
| Club                   | Div.          | Temporada     | Part. | Goles | Asist. | Part.               | Goles               | Asist.              | Part.                    | Goles                    | Asist.                   | Part. | Goles | Asist. | Media goleadora(3) |
| ---------------------- | ------------- | ------------- | ----- | ----- | ------ | ------------------- | ------------------- | ------------------- | ------------------------ | ------------------------ | ------------------------ | ----- | ----- | ------ | ------------------ |
| Monagas SC · Venezuela | 1.ª           | 2018          | 2     | 0     | 0      | 0                   | 0                   | 0                   | -                        | -                        | -                        | 2     | 0     | 0      | 0                  |
| Monagas SC · Venezuela | 1.ª           | 2019          | 4     | 0     | 0      | 0                   | 0                   | 0                   | -                        | -                        | -                        | 4     | 0     | 0      | 0                  |
| Monagas SC · Venezuela | Total club    | Total club    | 6     | 0     | 0      | 0                   | 0                   | 0                   | 0                        | 0                        | 0                        | 6     | 0     | 0      | 0                  |
| Total carrera          | Total carrera | Total carrera | 6     | 0     | 0      | 0                   | 0                   | 0                   | 0                        | 0                        | 0                        | 6     | 0     | 0      | 0                  |